# Abolitionist
En abolitionist er en person, som er tilhænger af afskaffelse af love og praksisser som de finder skadelige eller urimelige. Abolitionisme er i særlig grad forbundet med bevægelsen til afskaffelse af slaveriet. I USA spillede abolitionismen en særlig betydelig rolle, hovedsagelig før den amerikanske borgerkrig.
Abolitionistiske bevægelser har også beskæftigt sig med afskaffelse af dødsstraf. Nutidige abolitionister beskæftiger sig blandt andet med at afskaffe udnyttelsen af dyr og vold, herunder indførelse af vegansk livsstil.